# Pentodon
Pentodon là một chi thực vật có hoa trong họ Thiến thảo (Rubiaceae).

## Loài
Chi Pentodon gồm các loài: